# Condado de Prince Edward (Ontário)

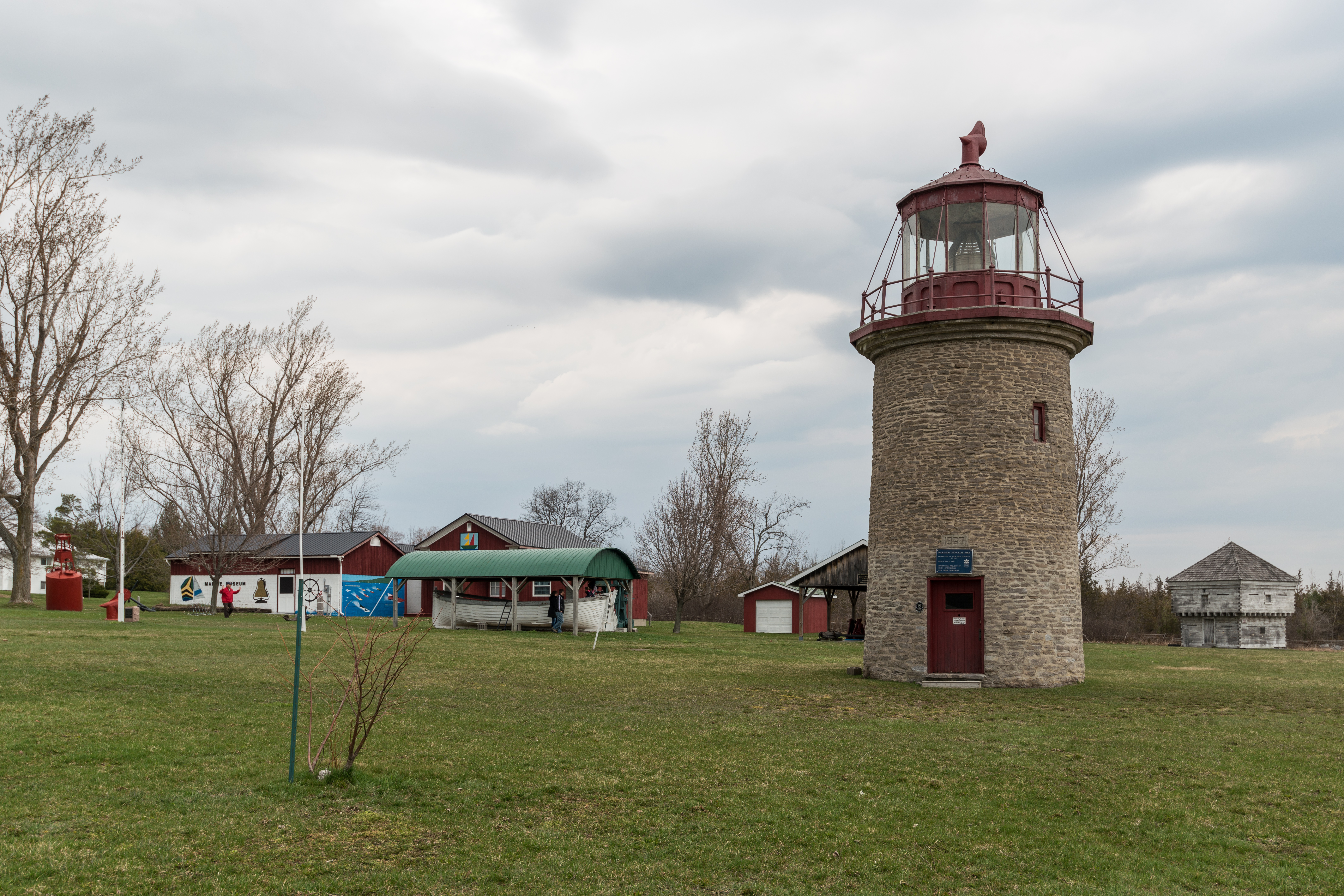
Mariners Memorial Park - Prince Edward County.

O Condado de Prince Edward - que é uma municipalidade independente, e não um condado - é uma região administrativa da província canadense de Ontário. Sua área é de 1 048,3 quilômetros quadrados, e sua população é de 22 748 habitantes.